# ناکجا کجا
ناکجا کجا یک مجموعه تلویزیونی محصول سال ۱۳۸۶–۱۳۸۵ به کارگردانی، نویسندگی و تهیه‌کنندگی سپهر محمدی می‌باشد که از شبکه یک پخش شد. این مجموعه در ۴۰ قسمت ۴۵ دقیقه‌ای تهیه شد.
مجموعه سرگذشت سنگی خان و نوروزخان را روایت می‌کند که همیشه با هم درگیر هستند و در هر قسمت ماجراهایی در آبادی شکل می‌گیرد. داستان های این مجموعه طنز در روستایی با عنوان ناکجا اتفاق می افتد که برخلاف دیگر روستاها که یک خان دارند، دو خان با نام های نوری خان و سنگی خان دارد که به صورت مشترک روستا را اداره می کنند. آن دو همانند دیگر خان ها به فکر پیاده کردن سیاست های ارباب و رعیت هستند.

## بازیگران
- بهزاد رحیم‌خانی در نقش نوری‌خان)
- عارف لرستانی
- معصومه مرادقلیئی در نقش بیوک
- عزت‌الله رمضانی‌فر در نقش سنگی‌خان
- علی زرینی
- محمد شیری
- گلشن پیرخانقاه
- علیرضا دستمالچی در نقش توماج